# Język kumarbhag paharia
Język kumarbhag paharia – język naturalny należący do rodziny języków drawidyjskich. Jest jednym z dwóch wariantów języka malto, używanego w północno-wschodnich Indiach i zachodnim Bangladeszu (drugim jest sauria paharia).